# Скип-стоп
Скип-стоп (англ. skip-stop) — организация движения, при которой два маршрута следуют по одному пути, но один из них проходит без остановки одни станции, а другой другие. Время в пути, по сравнению с обычным маршрутом со всеми остановками, меньше. Используется как на рельсовом транспорте, так и у автобусов. Существует такая схема движения и у лифтов, когда они останавливаются, например, только на чётных этажах.
В системе Нью-Йоркского метрополитена организован маршрут J/Z в час пик в пиковом направлении. В Филадельфийском метро на Голубой линии станции делятся на A и B для соответствующих маршрутов. В Чикагском метрополитене такая схема существовала с 1940-х по 1990-е. В метрополитене Сантьяго такие маршруты действуют в часы пик на линиях 2, 4, 5. Там красные маршруты останавливаются на красных остановках, а зелёные на зелёных остановках.
Автобусные скип-стоп-маршруты пропускают остановки на определённых участках. В Сиэтле есть голубые, жёлтые, красные и белые маршруты, останавливающиеся только на остановках своих цветов. До продления Серпуховско-Тимирязевской линии московского метрополитена подобная система действовала на Дмитровском шоссе: разные номера маршрутов пропускали разное количество остановок; в свою очередь, троллейбусы ходили со всеми остановками.